# Massacre (film, 1972)
Pour plus de détails, voir Fiche technique et Distribution.
Massacre (titre original : Slaughter) est un film américano-mexicain de Jack Starrett sorti en 1972.

## Synopsis
Voulant venger la mort de ses parents, Slaughter, un ancien béret vert, décide de partir en guerre contre le syndicat du crime...

## Fiche technique
- Titre original : Slaughter
- Réalisation : Jack Starrett
- Scénario : Mark Hanna et Don Williams
- Directeur de la photographie : Rosalio Solano
- Montage : Renn Reynolds
- Musique : Luchi De Jesus
- Production : Monroe Sachson
- Genre : Film policier, Film d'action
- Pays :  États-Unis,  Mexique
- Durée : 92 minutes (1 h 32)
- Date de sortie :
  - États-Unis : 16 août 1972 (New York)
  - France : 1er novembre 1973

## Distribution
- Jim Brown (VF : Med Hondo) : Slaughter
- Stella Stevens (VF : Michèle Bardollet) : Ann
- Rip Torn (VF : Bernard Tiphaine) : Dominic Hoffo
- Cameron Mitchell : A.W. Price
- Don Gordon (VF : Georges Atlas) : Harry Bastoli
- Marlene Clark (VF : Claude Chantal) : Kim Walker
- Robert Phillips (VF : Joël Martineau) : Frank Morelli
- Marion Brasch : Jenny
- Norman Alfe (VF : Jacques Richard) : Mario Felice
- Eddie Lo Russo (VF : Paul Bisciglia) : Little Al